# Житковицький район
Житковицький район (біл. Жыткавіцкі раён) — адміністративна одиниця на заході Гомельської області.
Адміністративний центр — місто Житковичі.

## Географія
Площа району становить 2910 км кв; 56,3 % території займає ліс — в основному хвойні й черноольхові деревні породи. Близько 14 % території припадає на річки, озера й штучні водойми. Район межує із Петриковським і Лельчицьким районами Гомельської області, зі Столінським і Лунинецьким районами Брестської області, а також Любанським і Солігорським районами Мінської області.
Основні річки — Прип'ять і її припливи Случ, Ствига, Свиновод, Крушинна й інші. Основне озеро — Червоне на півночі району.
У районі розвідані великі родовища горючих сланців, бурого вугілля, будівельного каменю, каоліну, торфу. Є невеликі запаси рідкісноземельних металів. Відомі запаси торфу оцінюються в 126,7 млн тонн, каоліну — в 17,7 млн тонн, горючих сланців — 1,181 млрд тонн.

## Історія
Район входив до складу Мінського воєводства, після розділів Речі Посполитої увійшов до складу Мінської губернії, де перебував у складі спершу Давид-Городоцького повіту, а потім — у складі Мозирського повіту.
17 липня 1924 року Житковицька волость була перейменована в Житковицький район. Житковичі довгий час залишалися містечком, а 27 вересня 1938 року одержали статус міського селища. Сучасні границі район отримав в 1962 році.
У жовтні 1971 року Житковичі одержали статус міста.
Район помітно постраждав від аварії на ЧАЕС і від повені 1993 року.
В 1992 у районі відновлена Турівська й Мозирська єпархія, заснована ще в 1005 незабаром після хрещення Київської Русі.

## Демографія
Населення Житковицького району — 43,5 тис. чоловік (на 1 січня 2009), у тому числі в міських умовах проживають 19,8 тис. чоловік (16,7 тис. — Житковичі, 3,1 тис. — Турів).
Усього налічується 109 населених пунктів, з них 107 — сільських, населення яких становить 23,7 тис. Таким чином, у сільській місцевості проживає 54,5 % населення району.

## Адміністративний пристрій
- Турів (міська рада)

### Сільради
- Вересницька
- Дяковицька
- Ленінська
- Люденевицька
- Мілевицька
- Морохоровска
- Озеранська
- Переровська
- Руднянська
- Ричевська
- Червоненська
- Юркевицька

### Населені пункти
| Назва                   | Чисельність населення (перепис 1999) |
| ----------------------- | ------------------------------------ |
| Житковицька міська рада | 17 445                               |
| Житковичі               | 16 700                               |
| Кажановичі              | 454                                  |
| Західний                | 133                                  |
| Черетянка               | 73                                   |
| Забродьє                | 70                                   |
| Оцковане                | 15                                   |
| Турівська міська рада   | 3151                                 |

## Економіка
Основні підприємства: «Житковицький моторобудівний завод», Торфобрикетний завод «Червоне», «Ліспромгосп», «Лісгосп», Турівський консервний завод.
Основою економіки району є сільське господарство. Житковицький район спеціалізується на виробництві молока, м'яса, зерна, картоплі, кукурудзи, цибулі, зеленого горошку. Сільськогосподарські землі займають 52 835 гектарів, орна земля займає 23 069 гектарів. Поголів'я великої рогатої худоби в агропідприємствах району становить близько 23 300 голів, свиней — 2 900. У районі також працює дослідний рибгосп «Біле».

## Транспорт
Транспортна інфраструктура включає залізницю Берестя — Гомель, а також автомобільні дороги M10 Берестя — Гомель, P88 Житковичі — Давид-Городок — Столін — границя України, P128 Турів — Лельчиці — Словечно. По території району також проходить невелика частина дороги P23 Мінськ — Мікашевичі. По ріці Прип'ять здійснюється судноплавство.
В 1985 на місці поромної переправи через річку Прип'ять побудований міст довжиною більше одного кілометра, що зв'язав воєдино дві частини району.

## Визначної пам'ятки
- Турів, Замкова гора.
- Турів, Всесвятська церква (побудована в 1810).
- Кам'яний хрест на цвинтар у селі Запісоччя. Щороку він на кілька міліметрів виростає із землі.
- Краєзнавчий музей і Музей Національного парку «Прип'ятський» в Турів.